# Picea linzhiensis
Picea linzhiensis ((W.C.Cheng & L.K.Fu) Rushforth, 2008) è una specie di peccio, appartenente alla famiglia delle Pinaceae, originaria della Cina (Xizang, Yunnan e Sichuan).

## Etimologia
Il nome generico Picea, utilizzato già dai latini, potrebbe, secondo un'interpretazione etimologica, derivare da Pix picis = pece, in riferimento all'abbondante produzione di resina. Il nome specifico linzhiensis fa riferimento a Linzhi, la municipalità cinese dove la specie venne rinvenuta e collezionata per la prima volta.

## Descrizione

### Portamento
Albero alto fino a 50 m, con tronco monopodiale che può raggiungere i 2 m di diametro, a portamento conico o colonnare. I rami del primo ordine sono lunghi e slanciati, ascendenti; i rami del secondo ordine sono variabili, mai pendenti. I giovani ramoscelli sono spessi, saldi e snelli, di colore marrone chiaro o lievemente arancione, tendenti a diventare grigiastri tra il secondo e il quarto anno, con una fitta pubescenza. I pulvini misurano 1 mm circa e sono disposti a 60°-90° rispetto all'asse. Le gemme vegetative sono ovoidali-coniche, lunghe meno di 1 cm, resinose solo alla base, con perule persistenti, piccole e triangolari, di colore rosso-marrone.

### Foglie
Le foglie sono aghiformi, pungenti e di sezione quadrata-rombica, lunghe 0,8-2 cm, di colore verde lucido superiormente, verde grigiastro inferiormente; sono disposte radialmente sui rami, e quasi completamente prive di stomi (raramente si riscontrano una o due linee intermittenti sulla superficie abassiale).

### Fiori
Gli strobili maschili sono ascellari, lunghi 2-2,5 cm, inizialmente di colore rosa-rosso, poi giallastri a maturazione.

### Frutti
Gli strobili femminili, di color porpora da immaturi poi marroni, sono terminali, inizialmente eretti poi pendenti, lunghi 5-12 cm e larghi 3-5 cm; di forma ovale o oblunga, spesso numerosi sui rami, sono sessili o con corti peduncoli. I macrosporofilli sono sottili, più o meno flessibili, di forma obovata o rombica; la superficie abassiale è liscia e glabra, con base cuneata. Le brattee sono rudimentali, ligulate, interamente incluse. I semi sono ovoidali-conici, di colore marrone scuro, lunghi circa 2-4 mm, con parte alata ovata-oblunga, lunga fino a 14 mm, di colore marrone chiaro.

### Corteccia
La corteccia, di colore grigio-argentato, è rugosa e a scaglie, solcata da sottili fessure marroni.

## Distribuzione e habitat
Vegeta in alta montagna ad altitudini comprese tra i 3000 e i 3800 m, formando foreste quasi pure, al di sopra del limite superiore delle foreste miste di conifere nelle quali Picea spinulosa è il peccio dominante. Alle altitudini inferiori si ritrova in associazione con Pinus armandii, mentre a quelle superiori con specie dei generi Abies e Larix. Nel sottobosco si rinvengono Betula szechuanica, Betula utilis, Acer caudatum, Malus baccata, e specie del genere Sorbus; tra gli arbusti si annoverano specie dei generi Rhododendron, Euonymus, Lonicera, Borinda e Enkianthus.

## Tassonomia
Per parecchio tempo classificata come varietà di P. likiangensis, questo taxon è stato recentemente (2008) elevato a rango di specie autonoma da Rushforth, il quale ha rilevato nei pecci di alta quota del bacino del Zangbo caratteri più vicini a P. spinulosa.

## Usi
Il suo legno, di buona qualità, viene utilizzato in edilizia, per la fabbricazione di tavole di legno, e nell'industria cartaria.

## Conservazione
Sottoposta a sfruttamento intensivo, si stima che la popolazione abbia subito una riduzione negli ultimi anni tale da inserirla come Specie prossima alla minaccia (near threatened in inglese) nella Lista rossa IUCN; una eventuale implementazione di leggi restrittive a salvaguardia condurrebbe ad una rivalutazione dello stato di conservazione di questa specie.